# Граждано
Граждано (Врондеро) је насеље у Грчкој у општини Преспа, периферија Западна Македонија. Према попису из 2021. године било је 46 становника.

## Географија
Село се налази у самом подножју Суве горе на граници Грчке и Албаније. Граждано је удаљен око 70 km западно од града Лерин (Флорина), који се налази близу Малог Преспанског језера.

## Становништво
На попису из 1991. године Граждано је имало 150 становника, Аромуна досељених из Епира.
Преглед становништва:
| Година       | 1961 | 1971 | 1981 | 1991 | 2001 |
| ------------ | ---- | ---- | ---- | ---- | ---- |
| Становништво | 371  | 310  | 172  | —    | 183  |